# عزیمت صبحگاهی
عزیمت صبحگاهی (انگلیسی: Morning Departure) فیلمی به کارگردانی روی وارد بیکر محصول سال ۱۹۵۰ کشور بریتانیا است.

## بازیگران
- جان میلز در نقش the captain, Lieutenant Commander Peter Armstrong
- نایجل پاتریک در نقش the first lieutenant, Lieutenant Manson
- Peter Hammond در نقش Sub-Lieutenant Oakley
- Andrew Crawford در نقش Sub-Lieutenant J. McFee
- مایکل برنان در نقش Chief Petty Officer Barlow
- جورج کول در نقش Engine Room Artificer Marks
- Victor Maddern در نقش Leading Telegraphist Hillbrook
- Roddy McMillan در نقش Leading Seaman Andrews
- Frank Coburn در نقش Leading Seaman Brough
- Jack Stewart در نقش Leading Seaman Kelly
- جیمز هایتر در نقش Able Seaman Higgins
- Wylie Watson در نقش Able Seaman Nobby Clark
- ریچارد اتنبرا در نقش Stoker Snipe
- George Thorpe در نقش Captain Fenton
- برنارد لی در نقش Commander Gates
- کنت مور در نقش Lieutenant Commander James
- Alastair Hunter در نقش Captain Jenner
- هلن چری در نقش Helen Armstrong
- لانا موریس در نقش Rose Snipe
- زنا مارشال در نقش Wren
- مایکل کین در نقش Teaboy (در عنوان‌بندی نیامده)